# Cosmas Ndeti
Cosmas Ndeti (24 novembre 1971) è un ex maratoneta e mezzofondista keniota.

## Biografia
Nel 1988 ha partecipato ai Mondiali juniores di corsa campestre, venendo squalificato. Nel 1990 ha vinto la medaglia d'oro ai Mondiali juniores nella gara dei 20 km.
Nel 1992 si è piazzato in nona posizione ai Mondiali di mezza maratona, vincendo la medaglia d'oro a squadre.
Nel 1993 ha partecipato ai Mondiali, correndo la maratona, dalla quale si è ritirato a gara in corso; ha partecipato anche ai Mondiali del 1997, sempre nella maratona, e sempre concludendo la gara con un ritiro.
Ha vinto 3 edizioni consecutive della Maratona di Boston, di cui ha detenuto per 12 anni (dal 1994 al 2006) il record del percorso.

## Palmarès
| Anno | Manifestazione             | Sede      | Evento         | Risultato | Prestazione | Note |
| ---- | -------------------------- | --------- | -------------- | --------- | ----------- | ---- |
| 1988 | Mondiali di cross          | Auckland  | Corsa juniores | dq        | dq          |      |
| 1990 | Mondiali juniores          | Plovdiv   | 20 km          | Oro       | 59'42"      |      |
| 1992 | Mondiali di mezza maratona | Newcastle | Individuale    | 9º        | 1h01'34"    |      |
| 1992 | Mondiali di mezza maratona | Newcastle | A squadre      | Oro       | 3h02'25"    |      |
| 1993 | Mondiali                   | Stoccarda | Maratona       | dnf       | dnf         |      |
| 1997 | Mondiali                   | Atene     | Maratona       | dnf       | dnf         |      |

## Campionati nazionali
1990
- Argento ai campionati nazionali kenioti, 5000 m piani - 14'03"5

## Altre competizioni internazionali
1990
- Oro alla 10 km di Ōtawara ( Ōtawara) - 29'34"

1991
- 9º al Chiba International Crosscountry ( Chiba) - 35'48"
- Bronzo al Sankyu Fukuoka International Crosscountry ( Fukuoka) - 35'52"

1992
- Argento alla Maratona di Honolulu ( Honolulu) - 2h14'28"
- Bronzo alla Mezza maratona di Tokyo ( Tokyo) - 1h01'04"
- 6º al Safeway Gateshead Crosscountry ( Gateshead) - 20'41"

1993
- Oro alla Maratona di Boston ( Boston) - 2h09'33"
- Argento alla Maratona di Honolulu ( Honolulu) - 2h13'40"
- 4º alla Mezza maratona di Lisbona ( Lisbona) - 1h00'40"

1994
- Oro alla Maratona di Boston ( Boston) - 2h07'15"

1995
- Oro alla Maratona di Boston ( Boston) - 2h09'22"
- 24º alla Maratona di Fukuoka ( Fukuoka) - 2h15'40"
- 44º alla Mezza maratona di Lisbona ( Lisbona) - 1h08'14"

1996
- Bronzo alla Maratona di Boston ( Boston) - 2h09'51"
- 6º alla Maratona di New York ( New York) - 2h11'53"
- 14º alla Dam tot Dam ( Zaandam), 10 miglia - 47'40"

1997
- 27º alla Maratona di Boston ( Boston) - 2h22'56"
- 6º alla Maratona di Fukuoka ( Fukuoka) - 2h11'57"

1998
- 12º alla Tulsa Run ( Tulsa), 15 km - 44'53"

2000
- Bronzo alla Maratona di Nagano ( Nagano) - 2h12'52"
- Oro alla Gold Coast Half Marathon ( Gold Coast) - 1h03'29"
- 6º al KAAA/Energiser Meeting ( Nairobi), 15 km - 48'01"

2001
- 16º alla Maratona del lago Biwa ( Ōtsu) - 2h14'33"